# Херман III фон Фробург
Херман III фон Фробург (на немски: Hermann III von Froburg; * 1201; † 1236/1237 или ок. 25 януари 1233/февруари 1237) е граф на Фробург в Золотурн, Швейцария, от рода Фробург, основател на линията Фробург-Валденбург.

## Произход
Той е син на граф Херман II фон Фробург (* пр. 1169 † 1211/1213 или пр. 1213) и съпругата му Рихенца фон Кибург-Дилинген-Ленцбург († сл. 1206), дъщеря на граф Хартман III фон Кибург-Дилинген († 1180) и графиня Рихенца фон Баден-Ленцбург-Цюрихгау († 1172). Внук е на граф Фолмар II фон Фробург (* пр. 1143 † сл. 28 октомври 1175).
Брат е на:
- граф Лудвиг III фон Фробург († ок. 1256/1259), родоначалник на линията Фробург-Цофинген, който се жени за Гертруда фон Хабсбург (* 1223; † сл. 1241 или сл. 3 септември 1242[3]), сестра на съпругата му Хайлвиг фон Хабсбург.
- Рихенца фон Фробург († ок. 20 октомври 1224/1225[1] или сл. 1267[6]), която се омъжва пр. 1223 за Берхтолд фон Нойенбург/ дьо Ньошател († 20 август 1261), граф и господар (сеньор) на Нойенбург (Ньошател)
- Алберт фон Фробург (* пр. 1206 † 6 юли 1242/ 30 юни 1243 или сл. 1243[1]), провост на Цофинген, управител на Мурбах (1243)
- граф Фолмар III фон Фробург († пр. 1226)
- вероятно на София фон Фробург, омъжена за Рудолф II фон Тирщайн
- вероятно на граф Улрих фон Фробург, вероятен абат на манастира Фринисберг (Kloster Frienisberg в кантон Берн)
- вероятно на жена фон Фробург, омъжена за някой си фон Бехбург.

## Брак и потомство
Херман III фон Фробург се жени за Хайлвиг (Хелвига) фон Хабсбург († 30 април 1260/сл. 11 октомври 1263), дъщеря на граф и ландграф Рудолф II фон Хабсбург Добрия († 1232), граф на Хабсбург, господар на Лауфенбург и на съпругата му Агнес фон Щауфен-Брайзгау († 1232). Тя е леля на крал Рудолф I. Те двама сина и една дъщеря:
- Лудвиг IV фон Фробург († ок. 22 ноември 1279/81), граф на Фробург, ∞ за Агнес фон Бехбург († сл. 1292), от която има двама сина Херман V фон Фробург († сл. 1 декември 1291[1]), граф на Фробург и Фолмар IV фон Фробург († 20 януари 1319/20), граф на Фробург и ландграф на Бухсгау, както и други деца
- София фон Фробург († сл. 30 ноември 1291), ∞ пр. 6 юли 1249 за Валтер III фон Клинген († 1 март 1286), минезингер, рицар, фогт на Бишофсцел; имат шест дъщери и трима сина
- Фолмар фон Фробург († сл. 1259)